# Pedicellarum paiei
Pedicellarum paiei M.Hotta – gatunek lian z monotypowego rodzaju Pedicellarum z plemienia Potheae w rodzinie obrazkowatych, endemiczny dla Borneo, gdzie zasiedla zbocza i brzegi rzek w nizinnych i podgórskich lasach na wysokości od 150 do 1000 m n.p.m.

## Morfologia
ŁodygaŁodyga słabo zróżnicowana na przylegające, monopodialne pędy nie kwitnące i wolne, sympodialne pędy kwitnące. Międzywęźla dużo dłuższe niż szersze.
LiścieOgonki liściowe smukłe, z wąską pochwą i wyraźnym szczytowym kolankiem, o wymiarach 1–2×0,1–0,2 cm. Blaszki liściowe proste, całobrzegie, wąsko eliptyczne do jajowato-eliptycznych, sierpowate, spiczaste do kończykowatych, o wymiarach 5–16×1,5–5 cm. Nerwacja siatkowata.
KwiatySympodialnie rozgałęzione, skrócone, bezlistne pędy kwiatostanowe wyrastają bocznie spod liści, tworząc wzniesioną lub zwisającą wierzchotkę złożoną z od kilku do wielu kwiatostanów typu kolbiastego pseudancjum, wyrastających pojedynczo lub w parach. Pochwy kwiatostanowe niewyraźne, jajowate, szeroko otwierające się i silnie odchylone, zielonkawo-żółte, o wymiarach 4–6×0,4 cm. Kolby osadzone na długiej szypule, wierzchołkowo falisto powyginane, pokryte włoskami, zielonkawo-żółte, pokryte 5–11 obupłciowymi kwiatami ułożonymi w dwóch rzędach. Kwiaty osadzone na krótkich szypułkach, z szerokim i wyraźnym dnem i okwiatem składającym się z 6 zupełnie zrośniętych listków tworzących filiżankowatą strukturę. Składają się z 6 wolnych pręcików z szerokimi, spłaszczonymi nitkami i eliptycznymi pylnikami oraz pojedynczej, trójkomorowej zalążni, zawierającej w każdej komorze pojedynczy, anatropowy zalążek tworzący się z łożyska położonego osiowo u nasady przegrody. Znamiona słupków siedzące, guzkowate.
OwocePodłużne jagody, po dojrzeniu zielone do jasnoczerwonych, bardzo duże w stosunku do wielkości kolby, osiągające wymiary 6–13×4–6 mm. Nasiona duże, podłużno-eliptyczne, o gładkiej, cienkiej łupinie.
Gatunki podobnePothos oliganthus, od którego różni się większymi kwiatostanami i kwiatami o wyraźnym dnie kwiatowym i filiżankowatym okwiatem.